# Les Dindons
Les Dindons est un tableau de Claude Monet peint en 1877. Il est conservé au musée d'Orsay.

## Historique
La toile fait partie d'un ensemble monumental de quatre grands tableaux de Monet peints en 1876-1877 lors de son séjour à Montgeron et à Yerres, à l'invitation d'Ernest Hoschedé, ami et grand mécène du jeune Monet encore peu connu,. Ils furent commandés spécialement pour décorer le grand salon en rotonde du château de Rottembourg, appartenant à Ernest Hoschedé. Cependant, celui-ci fait faillite et doit revendre ses biens immobiliers et les peintures l'année suivante, sans jamais les voir installées.
C'est aussi durant ce séjour que Monet rencontrera sa seconde épouse Alice. Ils se marieront le 16 juillet 1892, après les morts d'Ernest et de Camille Doncieux, première femme de Monet.

## Composition
Le tableau est peint depuis le bas du parc du château de Rottembourg, propriété d'Ernest Hoschedé. On peut voir la vaste pelouse du parc, animée par quelques dindons, dont l'un d'entre eux a le cou coupé par le cadrage. La composition est close par les bois qui bordent la pelouse, et au fond par la façade du château.
Par l'exécution de l'ensemble des quatre grands tableaux décoratifs, Monet réalisa pour la première fois une vieille idée de concevoir des grandes décorations, qu'il finira enfin par créer des années plus tard, non sans mal, avec Les Nymphéas, son œuvre majeure installée dans une salle ovale dédiée au musée de l'Orangerie, quelques mois après son propre décès,.

## Autres peintures de Monet pour le salon du château de Rottembourg à Montgeron

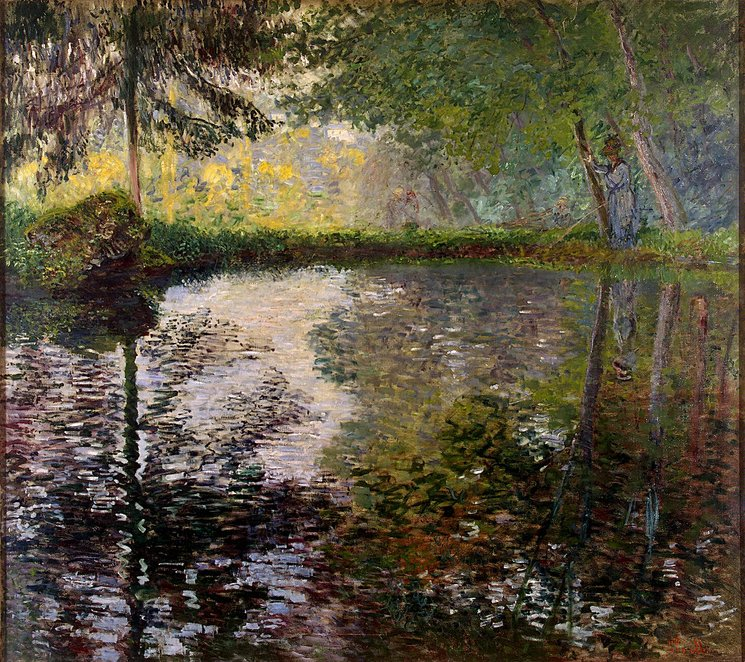
Claude Monet: Étang à Montgeron, 1876 (musée de l'Ermitage), inscrit au Cat. raisonné Wildenstein, n° 420
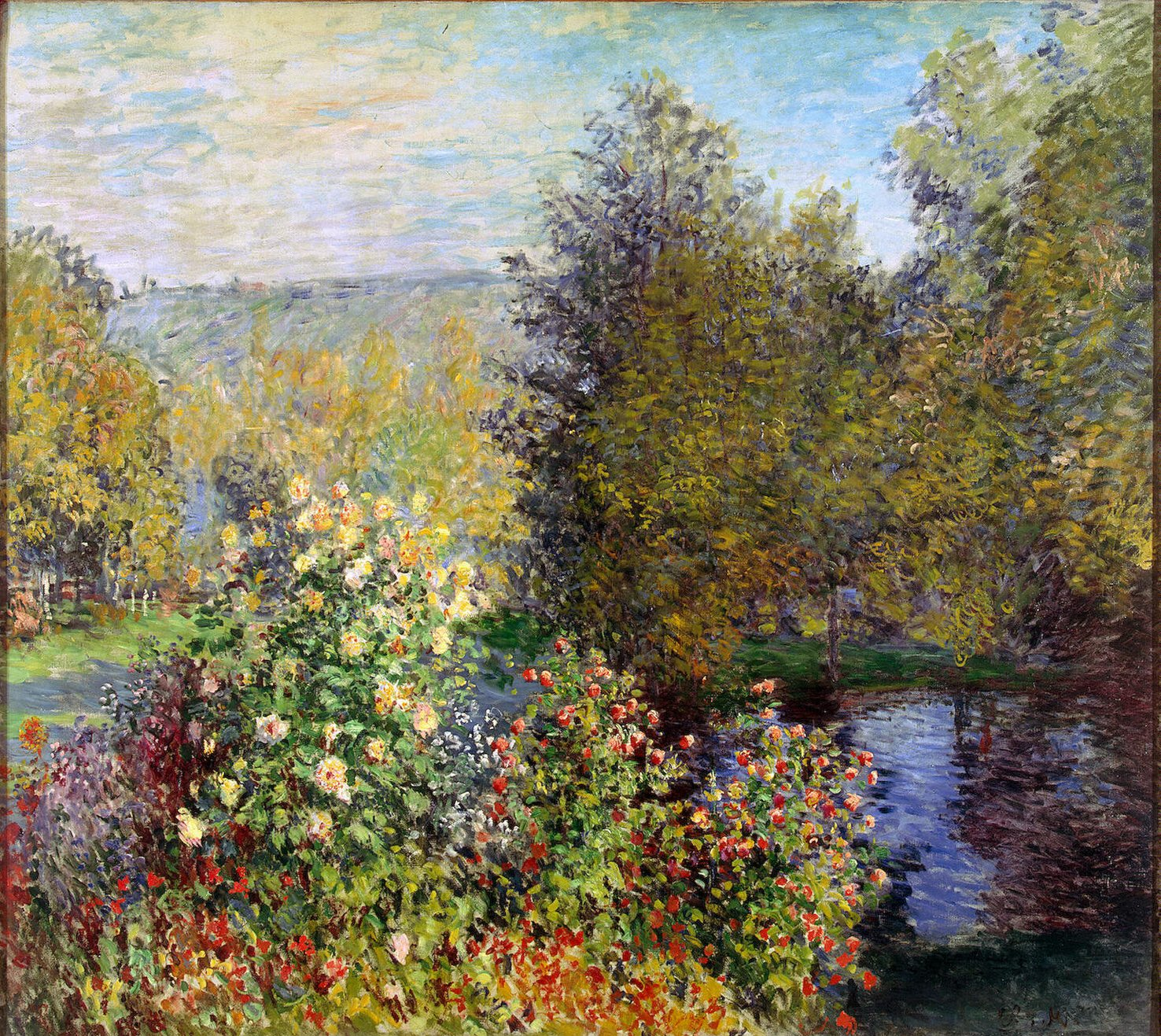
Claude Monet: Coin de Jardin à Montgeron, 1876 (musée de l'Ermitage), inscrit au Cat. raisonné Wildenstein, n° 418
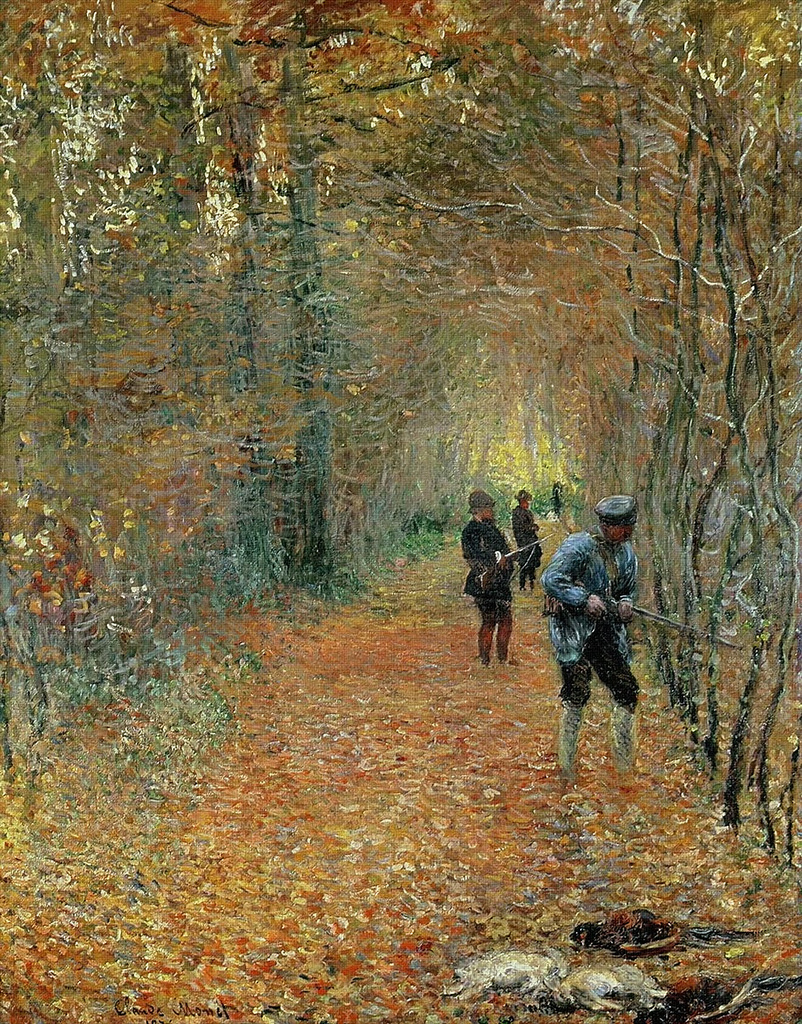
Claude Monet: La Chasse, 1876 (Coll. privée), inscrit au Cat. raisonné Wildenstein, n° 433